# 複面投影
複面投影（、英: multiview projection）は単一の対象を複数の投影面へ写す投影である。

## 概要
投影では三次元の対象を二次元の投影面へ写し取る。このとき、一つの対象を複数の方向から見る、すなわち複数の異なる投影面で写し取ることを複面投影という。得られる図は複数の投影図を集約したものであり、複面投影図と呼ばれる。
複面投影は単一投影面への投影である単面投影と対比される。複面投影は対象の様々な側面を同時に表現するために用いられる。単面投影には対象の形状や投影法によって「側面が見えない」「形が強く歪む」などの限界があるが、複面投影では複数の投影面を用いてこれら問題を回避している。
正投影図は代表的な複面投影である。直投影では投影面と直交する面（=側面）が見えないため、横と上にも投影面を設定するすなわち複面投影することでこの問題を解決している。また透視投影では作図の過程で複面投影がしばしばおこなわれる。対象・視点・投影面・視線が描かれた直投影図 2枚（上面図と側面図）および空の透視投影図を1つの図に配置し（複面投影し）、直投影図上での投影先から透視投影図を描くことができる。

## 名称
複面投影は様々な別名で呼ばれる。以下はその一例である：
- 複式投影
- 複投影面投影
- 英: multiplanar projection
- 英: double-plane projection
- 英: orthographic projection